# Бем (герб)
Бем (пол. Bem) — польский дворянский герб.

## Описание
В щите напол-разделенном, в правом, серебряном поле гриф зеленый, влево; в левом же красном поле баран, поднявшийся на дыбы, вправо.
В навершии шлема гриф и баран, как в щите. Герб Бем (употребляют: Бемы, Бёмы, Мончевские, Илляшевичи) внесен в Часть 1 Гербовника дворянских родов Царства Польского, стр. 58.

## Герб используют
Бемы (пол. Bem)Яков Бем Кафедральный Каноник Львовский и братья его Иван и Андрей пожалованы в потомственные дворяне грамотою Императора Римского Короля Галиции и Лодомерии Франца II, данною в 3-й день Апреля 1803 года.
- Бем, Юзеф Захариаш (1794—1850) — полководец; польский генерал, фельдмаршал турецкой армии, главнокомандующий войск венгерского восстания 1848 года.

Бёмыоколо 1768 года, владели поместьями в Бельской Земле.
Мончевские (пол. Mączewski)в прежнем Воеводстве Плоцком оседлые. Из них Матвей в 1727 году владел имением Хондзыно-Коски и Боньково-Михаловице, a Фабиан в 1736 году имением Грабеница — мнейша в Недзборском повете.
Илляшевичи (также Иллясевичи/Ильясевичи, польск. Illaszewizs, Illjaszewicz), Виленская шляхта (указ Герольдии № 3968 от 10.10.1886). Мацей (Матвей) сын Яна (Ивана) Илляшевич, полковник 12 Великолуцкого полка. См. Stanislaw Dumin. «Herbarz Rodsin Tatarskich Wielkiego Ksiestwa Litewskiego», Gdansk, 2006.
Также роды Bauman, Bochnia.
В империи Габсбургов галицкий шляхетский род Бем подтвердил своё шляхетское происхождение в королевстве Галиции и Лодомерии..